# Acacia implexa
Acacia implexa é uma espécie de leguminosa do gênero Acacia, pertencente à família Fabaceae.